# Облога Білгорода-Київського (1161)
Облога Білгорода-Київського 1161 року — невдала спроба Ізяслава Давидовича вибити Мстиславичів з київської землі, що закінчилася загибеллю Ізяслава Давидовича та на деякий час призупинила міжусобні війни в Київській Рус-Україні.

## Хід облоги
Взимку 1160/1161 років Великий князь київський Ізяслав втретє зайняв Київ і взяв в облогу Білгород-Київський (нині село Білогородка Києво-Святошинського району Київської області. У цьому літописному місті, що розташовувалось на правому березі річки Ірпінь оборонялися Ростислав смоленський, Ярослав та Ярополк Ізяславичі волинські.

## Наслідки
На допомогу обложеним йшов Мстислав Ізяславич з Володимиром Андрійовичем, Васильком Юрійовичем та галицькою допомогою. Після вступу половців Ізяслава в контакт з чорними клобуками Ізяслав одержав звістку про наближення противника, зняв облогу і почав відступ, але його наздогнали чорні клобуки та вбили.